# یواس‌اس ناهانت (ای‌ان-۸۳)
یواس‌اس ناهانت (ای‌ان-۸۳) (به انگلیسی: USS Nahant (AN-83)) یک کشتی است که طول آن ۱۶۹ فوت (۵۲ متر) می‌باشد. این کشتی در سال ۱۹۴۵ ساخته شد.